# Čakovice (Pelhřimov)
Čakovice (německy Tschakowitz) je malá vesnice, část okresního města Pelhřimov. Nachází se asi 4 km na severozápad od Pelhřimova. V roce 2009 zde bylo evidováno 26 adres. V roce 2001 zde trvale žilo 29 obyvatel. V údolí severozápadně od osady protéká říčka Hejlovka.
Čakovice leží v katastrálním území Čakovice u Pelhřimova o rozloze 3,25 km².